# Grabowa (rejon złoczowski)
Grabowa (ukr. Грабово) – wieś na Ukrainie w rejonie złoczowskim obwodu lwowskiego.